# Бойова кінозбірка «Юні партизани»
Бойова кінозбірка «Юні партизани» — радянський художній фільм 1942 року з серії «бойових кінозбірок», знятих в роки Великої Вітчизняної війни на Ашхабадській і Сталінабадській кіностудіях. Складається з двох новел: «Левко» (режисер Ігор Савченко) і «Вчителька Карташова» (режисер Лев Кулешов). Фільм на екрані не вийшов. Документи, що пояснюють офіційні причини заборони не знайдені. З книги Льва Кулешова і Олександри Хохлової «50 років в кіно» (1975): «Фільм безумовно був цікавий, але цього часу Бойові кінозбірки, на жаль, припинили випускати, і наша робота так і не побачила екрану».

## «Вчителька Карташова»
За основу взято оповідання Льва Кассіля «Біля класної дошки» про вчительку Ксенію Карташову та її учнів, які допомагали партизанам під час німецько-радянської війни.

### Сюжет
Сільська вчителька Ксенія Андріївна Карташова є зв'язковою партизанського загону і, крім викладацької роботи, веде збір інформації про пересування німецьких військ. Німці готують каральний загін проти партизан, але про місце розташування бази нічого не знають. Вони захоплюють школу і вимагають у дітей видати розташування партизанського загону. Однак партизани не дрімають і приходять на виручку.

### Актори
- Галина Степанова —  Ксенія Андріївна Карташова
- Ганс Клерінг —  німецький офіцер
- Андрій Файт —  дядько Степан, партизан
- Володя Піменов —  Єгор
- Олександр Путко —  Костя
- Ліля Коваленко —  Шура
- Сергій Сотников —  Трясогуска
- Сергій Мартінсон —  німець-командир
- Петро Галаджев —  другий німець

### Знімальна група
- Режисер — Лев Кулешов
- Оператор — Михайло Кириллов
- Художник — Петро Галаджев
- Композитор — Сергій Потоцький

## «Левко»

### Сюжет
Діти з ближньої села приносять партизанам хліб. Починається гроза і вони змушені затриматися в партизанському загоні. Поранений командир Червоної Армії (Борис Андрєєв) розповідає про юного героя Великої Вітчизняної війни, зв'язкового партизанського загону на ім'я Левко.
Нацисти захоплюють радянське місто. Чоловіче населення йде в партизани. Лікар Валентина Миколаївна, роблячи операцію пораненому офіцеру, не встигає евакуюватися. Ціною свого життя їх врятує хлопчик Левко, який підриває німців гранатою.

### Актори
- Борис Андрєєв —  поранений командир, лейтенант
- Юра Іонов —  Левко
- Ганс Клерінг —  німецький офіцер
- Валентина Чистякова —  Валентина Миколаївна, лікар
- Антон Дунайський —  старий Іонич
- Віктор Бубнов —  Андрій Іванович
- Борис Рунге —  Гнат

### Знімальна група
- Режисер — Ігор Савченко
- Оператор — Юрій Єкельчик
- Художник — Катерина Юкельсон
- Композитор — Сергій Потоцький